# Omelne, Șațk
Omelne (în ucraineană Омельне) este un sat în comuna Sviteaz din raionul Șațk, regiunea Volînia, Ucraina.

## Demografie
Componența lingvistică a localității Omelne
     Ucraineană (99,59%)
     Alte limbi (0,41%)
Conform recensământului din 2001, majoritatea populației localității Omelne era vorbitoare de ucraineană (99,59%), existând în minoritate și vorbitori de alte limbi.